# 吉本知之
吉本 知之（よしもと ともゆき、1947年または1948年 - ）は、日本の地方公務員。兵庫県教育長、同副知事を歴任。瑞宝中綬章受章。

## 人物・経歴
兵庫県庁入庁、企画管理部管埋局長、2001年 (平成13年) 4月 同職を下野昌宏と交代し金沢和夫の後任として同部企画調整局長、2004年4月 同職を荒川敦と交代し足立昭の後任として公営企業管理者、おのころ愛ランド代表取締役社長を兼務、2005年4月 武田政義の後任として兵庫県教育委員会教育長、2009年3月 大西孝を後任として教育長を任期満了退任、同年9月 齋藤富雄の後任として兵庫県副知事就任、大阪湾広域臨海環境整備センター理事長を兼務、2013年9月 副知事再任。
県庁退職後、兵庫県農業共済組合連合会会長理事、社会福祉法人兵庫県社会福祉協議会会長。

### 県幹部の告発文書問題
2024年7月、斎藤元彦知事のパワハラなどの告発文書を作成した元西播磨県民局長が死亡したことを受け、県庁の退職者でつくる「ひょうご県友会」（約２６００人）と兵庫県職員労働組合の組合員だった退職者らでつくる「県職員退職者会」（約４５０人）が県に要請文を提出した。斎藤知事宛てに、県政正常化のために、辞職も含めた「あらゆる措置」を早急に講じることなどを求めた。ひょうご県友会会長の吉本は「職員の顔が日に日に暗くなっていくのは耐えられない。知事が大きな決断をなされること自体が、県政の正常化に踏み出す一歩だと思っている」と指摘した。

## 栄典
- 2018年 春の叙勲で地方自治功労により瑞宝中綬章を受章[1]